# Tricensimae
Tricensimae era una fortezza romana di tarda antichità a Xanten sul Basso Reno.

## Storia
Il suo nome potrebbe essere legato all'esistenza della Legio XXX Ulpia Victrix fino a questo momento.
Il campo fu costruito tra il 306 e il 311 d.C., probabilmente sotto l'imperatore Costantino sulle 9 insulae centrali di Colonia Ulpia Traiana.
Il motivo di un'intensificazione delle fortificazioni risiede probabilmente nel pericolo rappresentato dal saccheggio dei Germani.
Nel 352 d.C., Tricensimae fu prima conquistata dai Franchi e poi ricostruita nel 359 d.C.. Nella prima metà del V secolo d.C., l'insediamento fu infine abbandonato. Probabilmente era troppo poco sicura nonostante le spesse mura.

## Descrizione
Le sue dimensioni erano di 400x400 metri, aveva pareti spesse 4 metri con 48 torri ed era circondato da due fossati. Il materiale da costruzione non proveniva, come nella costruzione di Colonia, da molto lontano. C'erano, infatti, pietre appena fuori dai cancelli. Inoltre, la pulizia del terreno antistante aveva anche uno scopo militare. Ogni rudere era un'ostruzione visiva per i difensori e anche un potenziale nascondiglio per gli aggressori.